# 海の日 (ボリビア)
海の日（うみのひ、スペイン語: día del mar）は硝石戦争（太平洋戦争）の敗戦によって内陸国となったボリビア共和国が定めた記念日。日付は3月23日。

## 由来

ボリビアの領土喪失。赤がチリが得た領土

かつてのボリビアは、太平洋に面する海岸線を領有していた。これらの地域は硝石を中心にした資源地帯でもあり、イギリス資本による支援を得たチリ企業が、ボリビア領における採掘権を得て資源開発を開始した。これを巡ってボリビアはペルーとの間に対チリの秘密同盟を締結する。
その後硝石戦争（太平洋戦争）が勃発したが、チリの勝利に終わり、ボリビアとペルーはそれぞれ領土の一部を喪失する。
ボリビアはバルパライソ条約によって、海岸線を完全に失い内陸国となり現在に至る。
ボリビアにおいては、海を奪ったこの条約を不当であると考える者が少なくなく、海への出口を回復しようという運動を啓発する目的で記念日が制定された。

## その後
海へのアクセスに関する問題は、ボリビアとチリの関係を冷え込ませ続け、両国が軍事政権下の1978年には断交にまで至る。
なお、バルパライソ条約に続く1904年の講和条約においては、ボリビアに対して海への完全なアクセス権を認めている。ボリビア政府は、チリがこれを守っていないと主張し、国際司法裁判所にチリに対して交渉の席につく命令を出すよう求めている。チリ政府側は、ボリビアに無制限の港湾使用などの十分すぎる優遇を与えてきたとして、この問題自体が存在しないという立場を示している。
国際司法裁判所は2018年10月1日、チリに交渉に応じる法的義務はないとの判断を示した。